# Carex vexans
Espèce
Classification phylogénétique
Carex vexans est une espèce des plantes du genre Carex et de la famille des Cyperaceae.